# Zenon von Kaunos
Zenon von Kaunos (altgriechisch Ζήνων Zḗnōn) war Sohn des Agreophon und Sekretär des erfolgreichen Gutsbesitzers und Großhändlers Apollonios.
Er lebte mindestens bis 243 v. Chr. (Geburtsjahr unbekannt). Um 260 v. Chr. war er für Apollonios, den Dioiketes des Ptolemaios II., in Kleinasien, Syrien und Palästina, 258 wurde er Sekretär des Apollonios im arsinoitischen Gau von Ägypten in Philadelphia. Für Apollonios führte er eine umfangreiche amtliche und private Korrespondenz, die insbesondere für das Verständnis des ptolemäischen Ägyptens wertvoll ist. Diese Korrespondenz ist heute unter dem Namen „Zenonarchiv“ bekannt.